# Instituto de Esporte de Vitória
O Instituto de Esporte de Vitória (em inglês:  Victorian Institute of Sport, VIS) é um instituto esportivo financiado pelo governo do estado australiano de Vitória. A sede da VIS está localizada na cidade de Melbourne, capital do estado. Ela é responsável pela organização de vários programas de treinamento esportivo. A entidade é filiada ao Conselho Nacional de Esportes Elite. Sr. Kate Palmer é a atual presidente de VIS, e Anne Marie Harrison, diretora executiva.
Cerca de quatrocentos atletas são tratados no Instituto e mantêm o apoio de treinadores, médicos esportivos, nutricionistas e psicólogos.
O Instituto oferece oportunidades por meio de várias modalidades esportivas. São elas: futebol, bowls, canoagem, ciclismo, mergulho, hipismo, golfe, ginástica, hóquei sobre a grama, netball, remo, navegação a vela, natação, tênis, atletismo, triatlo, polo aquático, levantamento de peso olímpico e esporte de inverno.
Os campeões mundiais e atletas olímpicos são:
- Catherine Freeman, atleta
- Peter Antonie, remador
- Daniel Kowalski, nadador
- Matt Welsh, nadador
- Leisel Jones, nadador
- Sarah Fitz-Gerald, jogadora de squash
- Katie Mactier, ciclista profissional
- Glenn Ashby, velejador
- Cadel Evans, ciclista profissional